# ابیهال، بلگام
ابیهال، بلگام (به لاتین: Abbihal, Belgaum) در هند است که در کارناتاکا واقع شده‌است.